# Christmasstrandloper
De christmasstrandloper (Prosobonia cancellata; synoniem: Aechmorhynchus cancellatus) is een uitgestorven vogel uit de familie Scolopacidae (strandlopers en snippen). De vogel is alleen bekend van een illustratie van William Ellis gemaakt tijdens de derde ontdekkingsreis van kapitein James Cook. Het specimen dat toen werd verzameld, is verloren gegaan. 

## Verspreiding en leefgebied
Deze soort was endemisch op Kiritimati of Christmaseiland, een atol dat midden in de Grote Oceaan ligt en behoort tot de noordelijke Line-eilanden (onderdeel van de republiek Kiribati en niet te verwarren met Christmaseiland in de Indische Oceaan).
De vogel werd na 1850 niet meer gezien en is waarschijnlijk voor die tijd daar uitgestorven door de invoer van zoogdieren als zwarte ratten, honden en katten.
De theorie dat deze soort identiek was aan de bedreigde  tuamotustrandloper (P. parvirostris) van de 2000 mijl verder gelegen Tuamotu-eilanden wordt sterk betwijfeld.

## Bron
(en) Walters, M., 1993. On the status of the Christmas Island sandpiper, Aechmorhynchus cancellatus. Bulletin of the British Ornithologists' Club. 113(2):97-102.BHL